# East Cowton
East Cowton is een civil parish in het bestuurlijke gebied Hambleton, in het Engelse graafschap North Yorkshire met 533 inwoners.

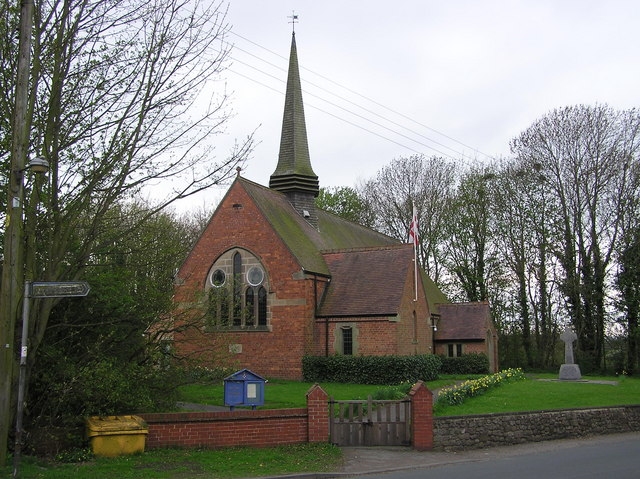
All Saints Church